# Kostel svatého Austremona (Issoire)
Kostel svatého Austremona (francouzsky Église Saint-Austremoine d'Issoire) je katolický kostel ve francouzském městě Issoire. Románská stavba je od roku 1840 chráněná jako historická památka.

## Galerie

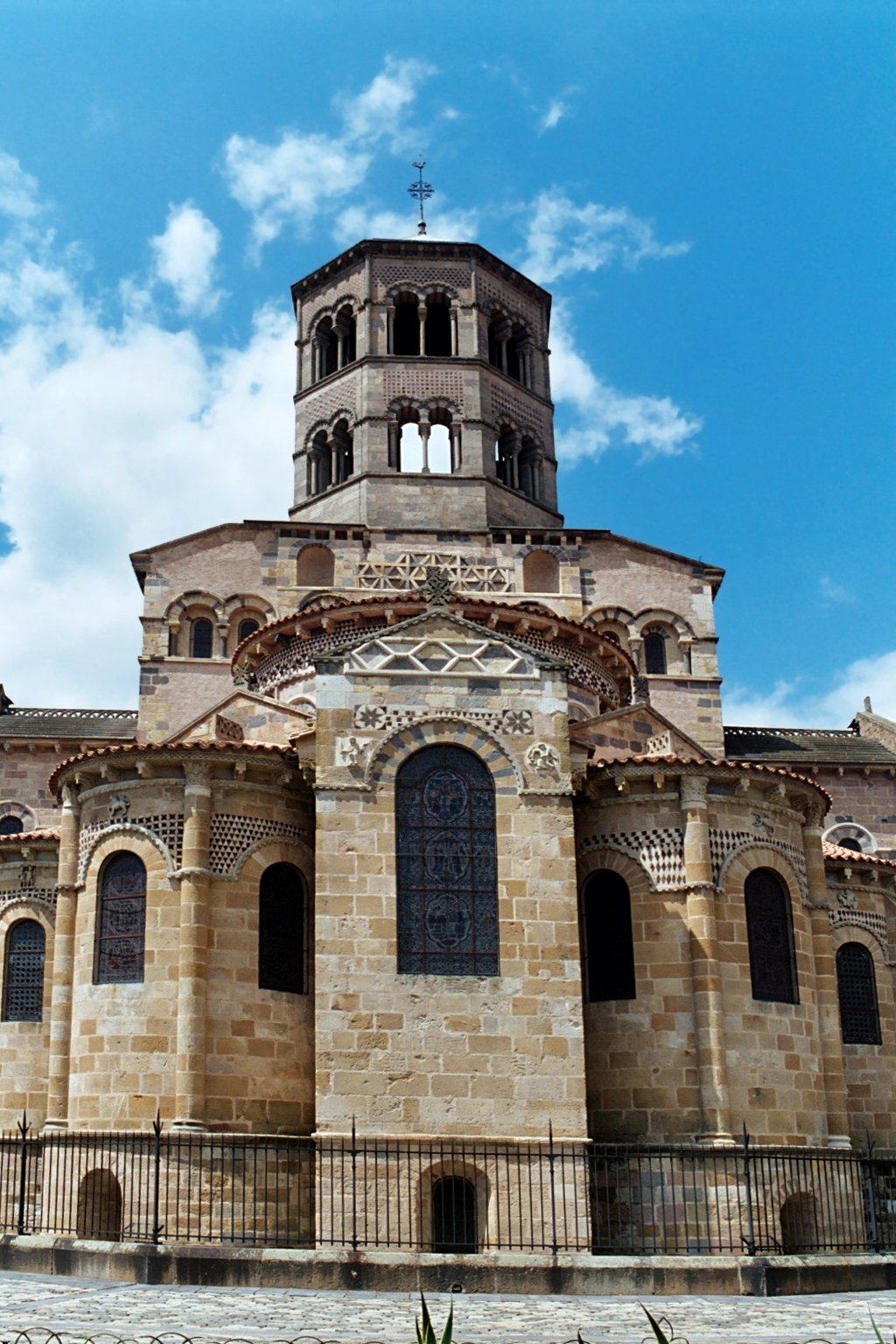
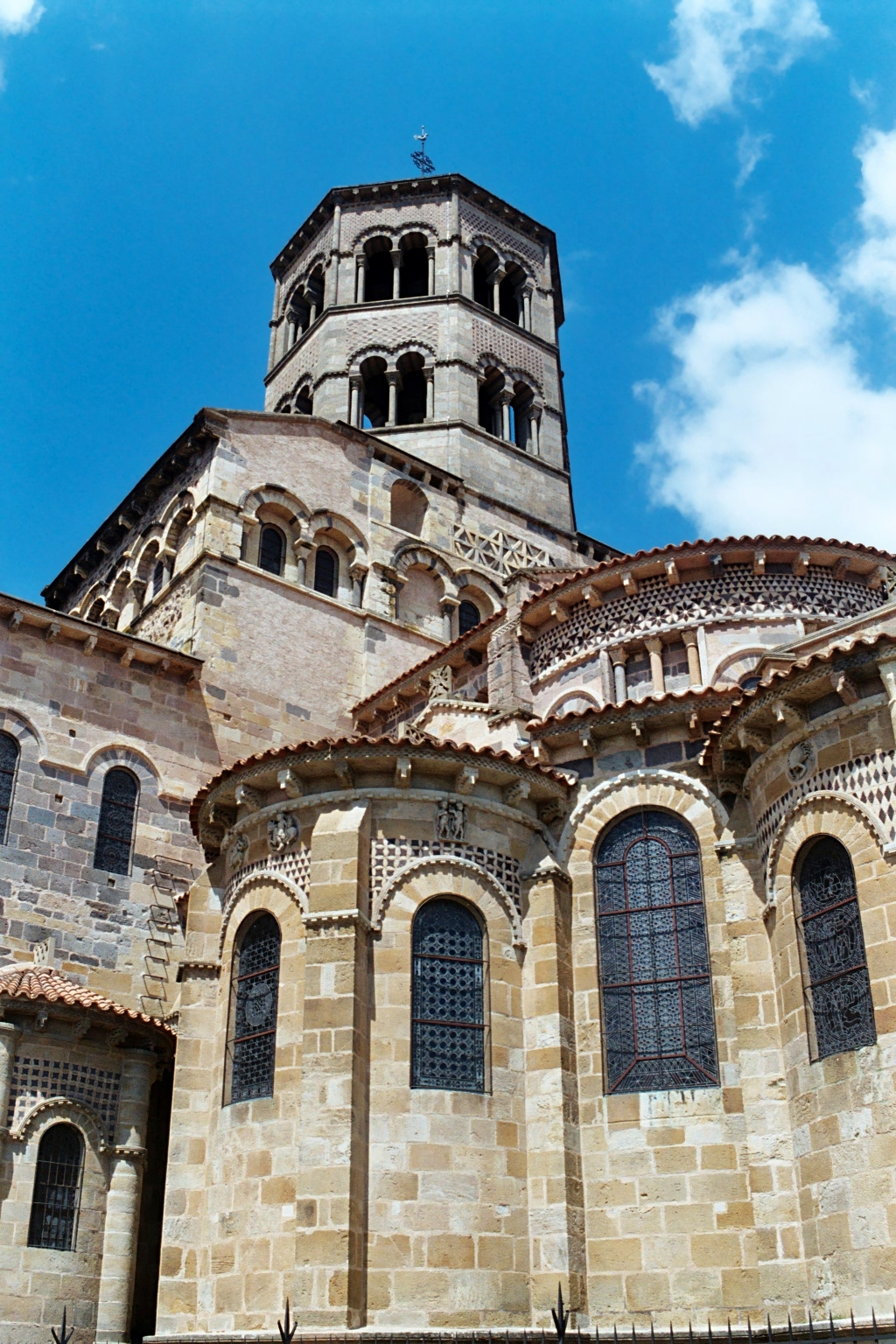
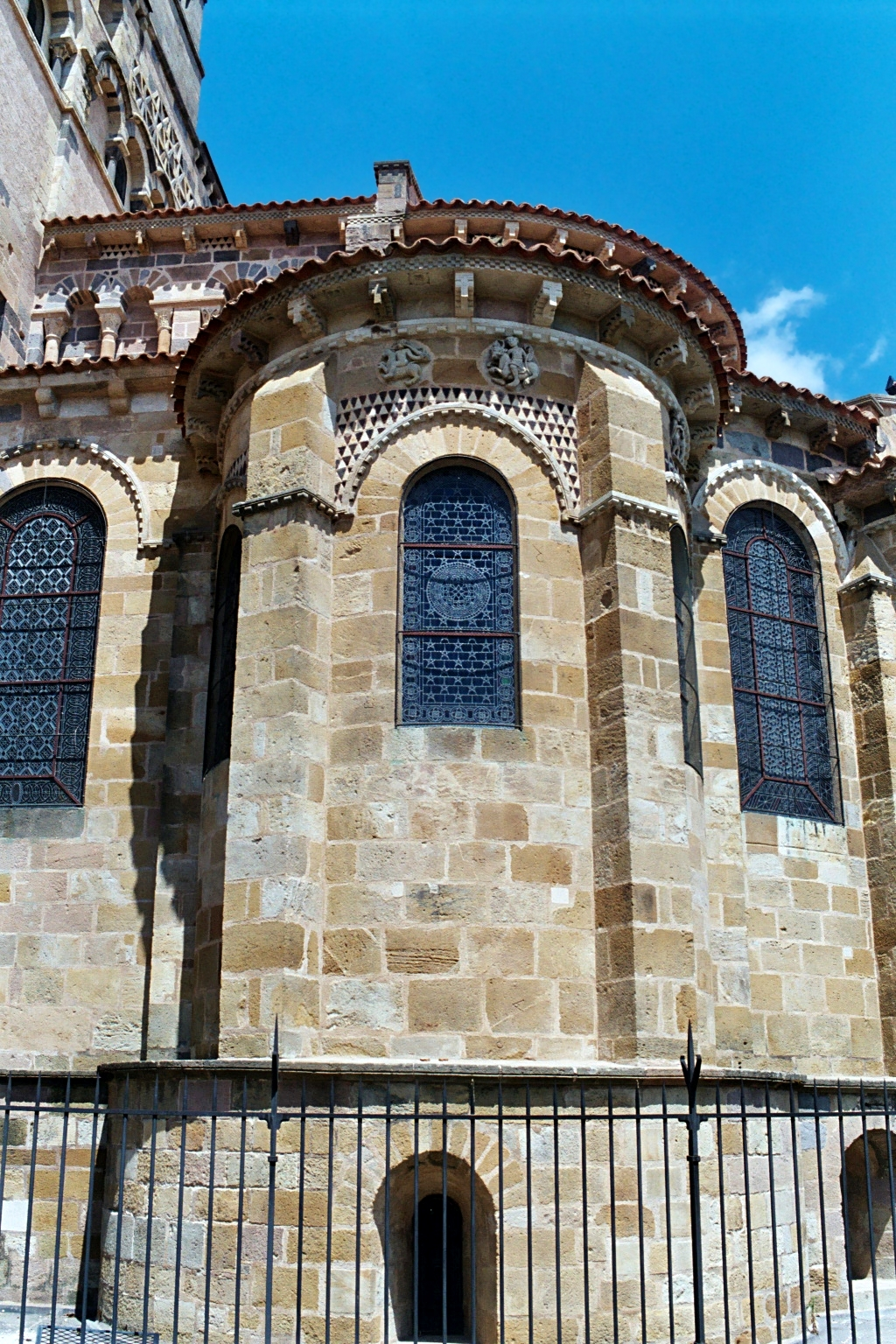
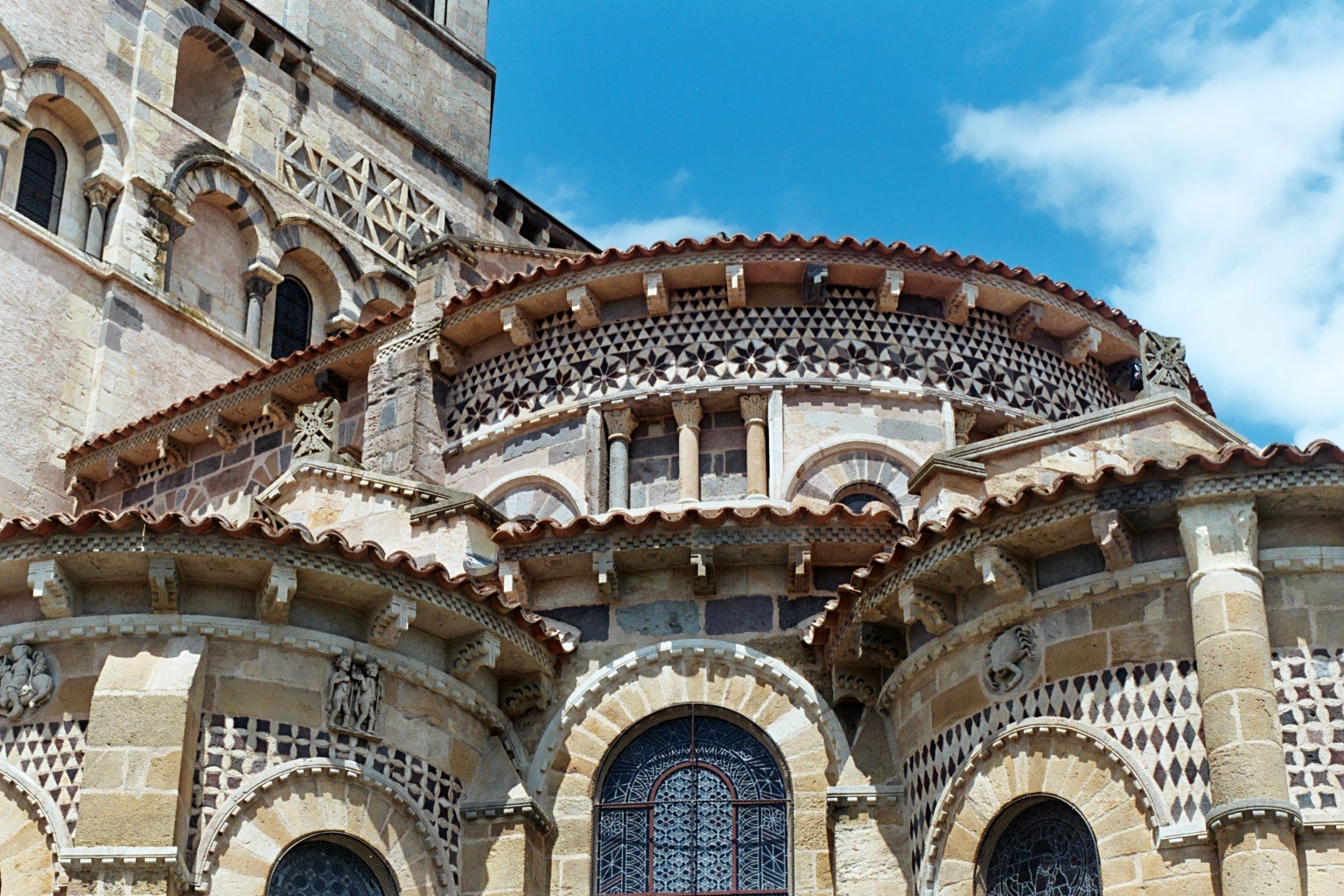

## Historie
Kostel byl součástí kláštera, který zde ve 3. století založil svatý Austremon, první biskup v Clermont-Ferrand. Klášter byl později zničen Vandaly a obnoven benediktinskými mnichy. Opatství Saint-Austremoine bylo přestavěno v první třetině 12. století a kolem roku 1130 vznikl kostel v dnešní podobě.
V roce 1840 byl kostel zapsán na seznam francouzských historických památek a byl tak mezi prvními 1034 takto chráněnými objekty vůbec. V letech 1857–1859 byl interiér kostela restaurován.

## Architektura

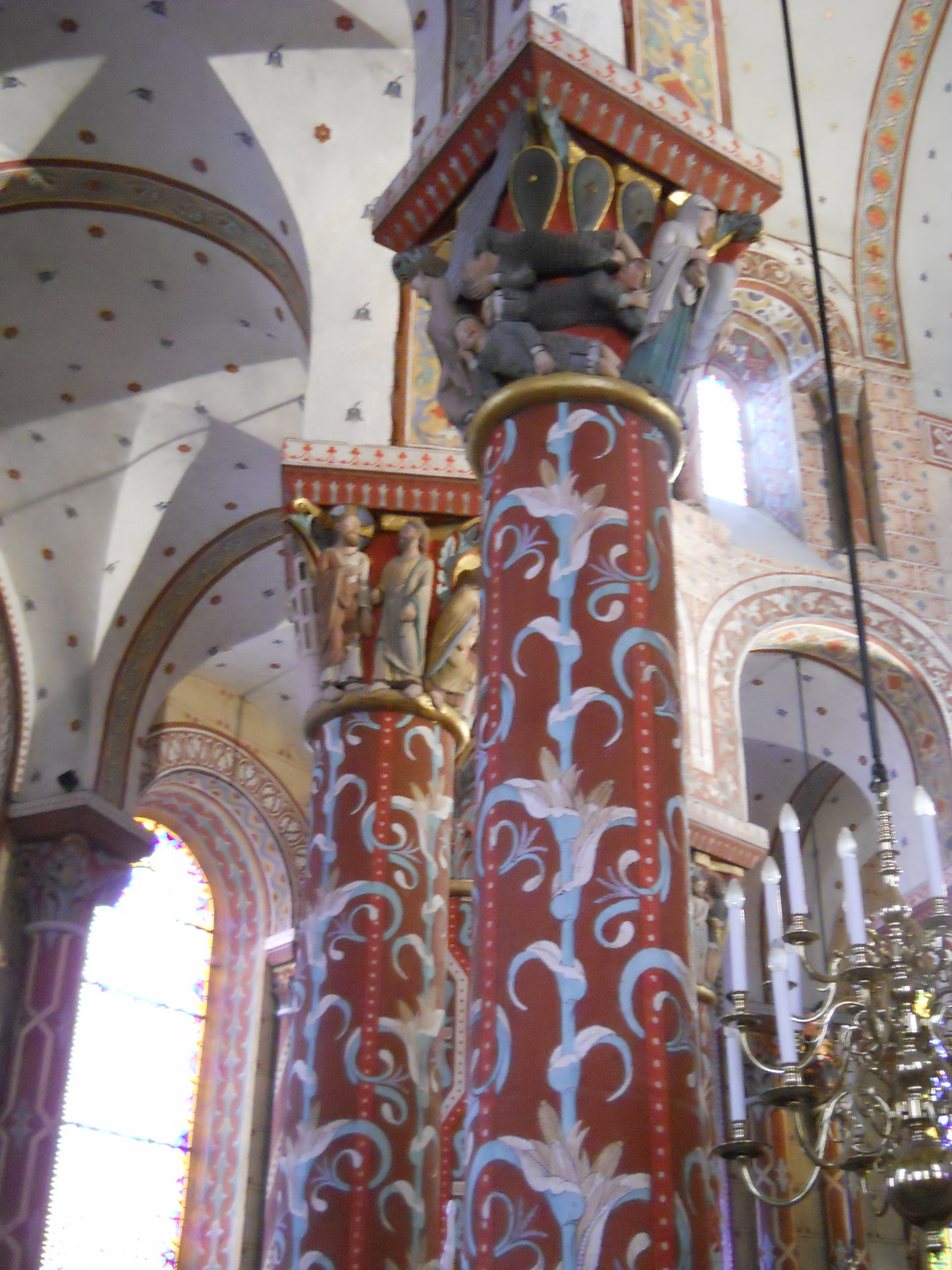
Zdobené hlavice sloupů

Opatství s kostelem bylo vybudováno z arkózy (druh pískovce). Kostel se vyznačuje mohutnou apsidou. Charakteristickou siluetu tvoří vertikální vzepětí románské apsidy zakončené zvonicí. Postupný růst objemu je zdůrazněn pultovými střechami, které lemují základnu věže.
Apsida má pozoruhodnou vnější výzdobu použitím čediče. Chór, chórový ochoz a kaple mají širokou římsu s vlysem zdobeným šachovnicovým vzorem podpíraný krakorci. Pod římsou se nachází mozaika trojúhelníků a rozet z čediče. Pod těmito mozaikami jsou chórová okna střídající se se sloupy na fasádě. Kaple jsou nad okny zdobeny znameními zvěrokruhu a dalšími symboly v podobě geometrických tvarů z čediče. Oblouková okna ambitu a kaplí jsou lemována kamennou výzdobou, zatímco okno v osové kapli zdobí dvoubarevný oblouk doplněný kamenným pásem. Každá z chórových kaplí má nad střechou trojúhelníkový fronton zakončený kamenným křížem.
Struktura bočních fasád lodi je podobná tomu, co lze pozorovat u kostela Notre-Dame du Port v Clermont-Ferrand a na kostele v Saint-Nectaire: okna jsou ohraničena římsami a jsou umístěna pod velkým obloukem, nad ním se táhne řada trojitých oblouků, uprostřed je okno galerie a po stranách slepá pole.
Interiér je bohatě zdobený polychromií ze 13. století, obnovenou při restaurování v polovině 19. století. Obrazy jsou provedeny technikou fresky. Chór je obklopen osmi sloupy zakončenými zdobenými hlavicemi.